# Landefreigabe
Die Landefreigabe (engl. landing-clearance) ist in der Luftfahrt die von der zuständigen Flugsicherungsstelle erteilte Genehmigung, eine Landung mit einem Luftfahrzeug durchführen zu dürfen. Gegenstück ist die Startfreigabe. Die Landefreigabe ist nicht zu verwechseln mit einer Genehmigung des Flugplatzbetreibers, auf einem bestimmten Flughafen landen zu dürfen (sog. Prior Permission Required).

## Erfordernis
An sogenannten kontrollierten Flugplätzen ist für die Landung eine Landefreigabe erforderlich, denn hier bedürfen generell alle Bewegungen, die mit dem Rollen, Starten oder Landen in Zusammenhang stehen, einer Freigabe (§ 25 LuftVO).
An unkontrollierten Flugplätzen dagegen landet der Luftfahrzeugführer nach eigenem Ermessen, eine Landefreigabe ist hier nicht erforderlich (und auch nicht verfügbar).

## Form
Die Landefreigabe wird in der Form (engl.)
„[Kennung], wind [Windrichtung] [Windgeschwindigkeit], runway [Bahnbezeichnung], cleared to land“
(z. B. „Delta-Echo-Tango-India-Victor, wind two-four-zero degrees, niner knots, runway two-four, cleared to land“)
bzw. (dtsch.)
„[Kennung], Wind [Windrichtung] [Windgeschwindigkeit], Piste [Bahnbezeichnung], Landung frei“
(z. B. „Delta-Echo-Tango-India-Victor, Wind zwo-vier-null Grad, neun Knoten, Piste zwo-vier, Landung frei“)
erteilt.

## Vermeidung des Ausdrucks „to land“ in anderen Sprechgruppen
Die Landefreigabe ist die einzige Sprechgruppe, in der der Ausdruck „to land“ vorkommt. In anderen Sprechgruppen wird die Form „landing“ verwendet, um Verwechslungen mit der Landefreigabe auszuschließen – beispielsweise „Delta-Echo-Tango-India-Victor, report landing Boeing seven-tree-seven in sight“ (deutsch: „Delta-Echo-Tango-India-Victor, melden Sie landende Boeing sieben-drei-sieben in Sicht“).